# Атта, Артур
Артур Атта (фр. Arthur Atta; род. 14 января 2003, Рен) — французский футболист бенинского происхождения, опорный полузащитник клуба «Удинезе».

## Клубная карьера
Атта — воспитанник клубов «Сен-Жак», «Ренн» и «Мец». 26 декабря 2022 года в матче против «Ньора» он дебютировал в Лиге 2 в составе последнего. 6 февраля 2023 года в поединке против «Амеьна» Артур забил свой первый гол за «Мец». По итогам сезона игрок помог клубу выйти в элиту. 13 августа в матче против «Ренна» он дебютировал в Лиге 1. Летом 2024 года Атта перешёл в итальянский «Удинезе».